# Tadeusz Bartkowicz
Tadeusz Jan Bartkowicz (ur. 28 stycznia 1932 w Hajdukach Wielkich, zm. 13 kwietnia 2016) – polski architekt, profesor nauk technicznych.

## Życiorys
Absolwent Wydziału Architektury Politechniki Krakowskiej (1959). Tytuł profesora nauk technicznych uzyskał w 1990. Pracował w Wyższej Szkole Technicznej w Katowicach Był dyrektorem Instytutu Projektowania Miast i Regionów na Wydziale Architektury Politechniki Krakowskiej. Był członkiem prezydium Komitetu Architektury i Urbanistyki Polskiej Akademii Nauk. Pochowany na Cmentarzu na Bielanach w Krakowie.

## Odznaczenia i wyróżnienia
- 1973: Brązowa Odznaka SARP[2]
- Honorowa Złota Odznaka TUP[2]
- Honorowa Srebrna Odznaka TUP[2]
- Medal Zasłużony dla Politechniki Krakowskiej[2]
- Złoty Krzyż Zasługi[2]
- Krzyż Kawalerski Orderu Odrodzenia Polski[2]
- Krzyż Oficerski Orderu Odrodzenia Polski (2002)[3]
- Medal Komisji Edukacji Narodowej[2]